# Langisite
La langisite è un minerale appartenente al gruppo della niccolite.